# Championnat canadien de soccer 2020
Navigation
Édition précédente Édition suivante
Le Championnat canadien de soccer 2020 est la 13e édition du Championnat canadien, un tournoi canadien de soccer organisé par l'Association canadienne de soccer. Le tournoi vise à déterminer le club qui participe au championnat continental des clubs de la CONCACAF : la Ligue des champions de la CONCACAF 2021.

## Participants
Exceptionnellement, en raison de la pandémie de Covid-19 au Canada, le tournoi ne compte que deux participants en 2020. Il s'agit du vainqueur de la Première ligue canadienne 2020 et de la meilleure équipe canadienne en Major League Soccer lors d'un mini-tournoi organisé en août et septembre 2020.

## Compétition

### Règlements
En 2020, avec la disparition du Fury d'Ottawa, le format du championnat est une nouvelle fois révisé,:
- Afin de limiter les déplacements et de cultiver des rivalités régionales, les premier et deuxième tours regroupent les équipes situées dans la même province ou dans les provinces voisines.
- Chaque tour de la compétition est disputé en rencontres aller-retour.
- Le Cavalry FC, la seule équipe de Première ligue canadienne qui a vaincu une franchise de la MLS est directement qualifié pour le deuxième tour. Toutes les autres équipes de la PLCan, le champion de la PLSQ et le champion de la L1O commencent au premier tour.
- Dans le cas d'une égalité après les rencontres aller-retour, le nombre de buts à l’extérieur détermine le vainqueur.

En janvier 2020, après l'établissement de l'Atlético Ottawa, le huitième club de la PLCan, la PLCan demande que l'Association canadienne de soccer révise le format du championnat afin d'accueillir l'Atlético Ottawa. Cependant, l'ASC ne donne à la PLCan aucune réponse officielle. Bientôt, la PLCan doit suspendre « toutes les séances d’entraînement de tous ses clubs » à cause de la Pandémie de Covid-19. Le 15 juin, peu après que les clubs de la PLCan sont autorisés à recommencer leurs entraînements, l'ASC annonce le nouveau format du championnat:
- Le champion de la PLSQ et le champion de la L1O ne participent finalement pas à l'édition 2020 du championnat mais y participeront en 2021.
- Tous les clubs de la PLCan, y compris l'Atlético Ottawa, et toutes les franchises canadiennes de la MLS sont inscrites comme participantes.

Plus de détails concernant le format sont annoncés le 13 août 2020 :
- Finalement, le format de coupe est supprimé exceptionnellement en raison des complexités de calendriers. Une seule finale est donc prévue, où l'équipe championne de l'édition 2020 de la Première ligue canadienne fait face à la meilleure franchise de MLS dont les trois équipes canadiennes s'affrontent entre elles en format aller-retour dans le cadre de la saison régulière de MLS en août et septembre 2020.

En décembre 2020, l’ASC annonce que le match final aura lieu pendant le premier trimestre de 2021. Cependant, la situation de la pandémie se fait obstacle : À un côte, le gouvernement de l’Ontario refuse d’autoriser le Forge FC à recommencer son entraînement. En mars 2020, plusieurs de membres du Toronto FC contractent le COVID-19,. Le 11 mars 2021, l’ASC annonce qu’elle doit repousser à nouveau le date du match final. Donné que la Ligue des champions de la CONCACAF 2021 commence en avril 2021, le match final du Championnat canadien ne détermine plus le participant canadien à la Ligue des champions. Finalement, le Toronto FC devient automatiquement le participant canadien à la Ligue des champions, et le match final du Championnat canadien a lieu au Stade Tim Hortons, le stade domicile du Forge FC.

### Qualification via la Première ligue canadienne

#### Premier tour
| Rang | Équipe           | Pts | J | G | N | P | Bp | Bc | Diff |  | Résultats        | Cav. | HFX | For. | Pac. | York | Val. | Ott. | Edm. |
| ---- | ---------------- | --- | - | - | - | - | -- | -- | ---- |  | ---------------- | ---- | --- | ---- | ---- | ---- | ---- | ---- | ---- |
| 1    | Cavalry FC       | 13  | 7 | 4 | 1 | 2 | 10 | 7  | +3   |  | Cavalry FC       |      | 2-1 | 2-2  | 1-2  | 1-0  | 2-0  | 0-2  | 2-0  |
| 2    | HFX Wanderers FC | 12  | 7 | 3 | 3 | 1 | 12 | 7  | +5   |  | HFX Wanderers FC |      |     | 1-1  | 2-2  | 1-1  | 2-0  | 2-0  | 3-1  |
| 3    | Forge FC         | 12  | 7 | 3 | 3 | 1 | 13 | 9  | +4   |  | Forge FC         |      |     |      | 2-1  | 2-3  | 2-2  | 2-0  | 2-0  |
| 4    | Pacific FC       | 11  | 7 | 3 | 2 | 2 | 10 | 8  | +2   |  | Pacific FC       |      |     |      |      | 1-1  | 2-0  | 0-1  | 2-1  |
| 5    | York9 FC         | 10  | 7 | 2 | 4 | 1 | 8  | 7  | +1   |  | York9 FC         |      |     |      |      |      | 0-0  | 2-2  | 1-0  |
| 6    | Valour FC        | 8   | 7 | 2 | 2 | 3 | 8  | 9  | -1   |  | Valour FC        |      |     |      |      |      |      | 4-0  | 2-1  |
| 7    | Atlético Ottawa  | 8   | 7 | 2 | 2 | 3 | 7  | 12 | -5   |  | Atlético Ottawa  |      |     |      |      |      |      |      | 2-2  |
| 8    | FC Edmonton      | 1   | 7 | 0 | 1 | 6 | 5  | 14 | -9   |  | FC Edmonton      |      |     |      |      |      |      |      |      |

- Qualification pour le deuxième tour

#### Deuxième tour
| Rang | Équipe           | Pts | J | G | N | P | Bp | Bc | Diff |  | Résultats        | For. | HFX | Cav. | Pac. |
| ---- | ---------------- | --- | - | - | - | - | -- | -- | ---- |  | ---------------- | ---- | --- | ---- | ---- |
| 1    | Forge FC         | 7   | 3 | 2 | 1 | 0 | 4  | 1  | +3   |  | Forge FC         |      | 1-1 | 1-0  | 2-0  |
| 2    | HFX Wanderers FC | 4   | 3 | 1 | 1 | 1 | 3  | 7  | -4   |  | HFX Wanderers FC |      |     | 2-1  | 0-5  |
| 3    | Cavalry FC       | 3   | 3 | 1 | 0 | 2 | 4  | 4  | 0    |  | Cavalry FC       |      |     |      | 3-1  |
| 4    | Pacific FC       | 3   | 3 | 1 | 0 | 2 | 6  | 5  | +1   |  | Pacific FC       |      |     |      |      |

- Qualification pour la finale de la ligue

#### Finale
| 19 septembre 2020 | Forge FC                                           | 2 - 0   | HFX Wanderers FC | Alumni Field, Université de l'Île-du-Prince-Édouard |                                                  |
| 14h (UTC−04:00)   | Alexander Achinioti-Jönsson 60e · Maxim Tissot 90e | (0 - 0) |                  | Spectateurs : Huis clos Arbitrage : Juan Marquez    | Spectateurs : Huis clos Arbitrage : Juan Marquez |

### Qualification via la Major League Soccer
| Rang | Équipe                 | Pts | J | G | N | P | Bp | Bc | Diff |
| ---- | ---------------------- | --- | - | - | - | - | -- | -- | ---- |
| 1    | Toronto FC             | 12  | 6 | 4 | 0 | 2 | 9  | 5  | +4   |
| 2    | Impact de Montréal     | 9   | 6 | 3 | 0 | 3 | 9  | 8  | +1   |
| 3    | Whitecaps de Vancouver | 6   | 6 | 2 | 0 | 4 | 8  | 13 | -5   |

| Résultats (▼dom., ►ext.)                                   | MTL | TOR | VAN | MTL | TOR | VAN |
| Impact de Montréal                                         |     | 0-1 | 2-0 |     | 1-2 |     |
| Toronto FC                                                 | 0-1 |     | 3-0 |     |     | 1-0 |
| Whitecaps de Vancouver                                     | 2-4 | 3-2 |     | 3-1 |     |     |
| - Victoire à domicile - Match nul - Victoire à l'extérieur |     |     |     |     |     |     |

### Finale
| 4 juin 2022     | Forge FC                                                                    | 1 - 1             | Toronto FC                                                    | Stade Tim Hortons                                |                                                  |
| 19h (UTC−05:00) | Borges 60e                                                                  | (0 – 0)           | 58e Pozuelo                                                   | Spectateurs : 13 715 Arbitrage : Silviu Petrescu | Spectateurs : 13 715 Arbitrage : Silviu Petrescu |
| 19h (UTC−05:00) | Rapport                                                                     |                   |                                                               | Spectateurs : 13 715 Arbitrage : Silviu Petrescu | Spectateurs : 13 715 Arbitrage : Silviu Petrescu |
| 19h (UTC−05:00) | Achinioti-Jönsson · Campbell (en) · Pacius · Bekker · Choinière (en) · Poku | Tirs au but 4 – 5 | Jiménez (es) · Salcedo · Kerr · Pozuelo · Perruzza · Thompson | Spectateurs : 13 715 Arbitrage : Silviu Petrescu | Spectateurs : 13 715 Arbitrage : Silviu Petrescu |